# Dekonstruktywizm (architektura)

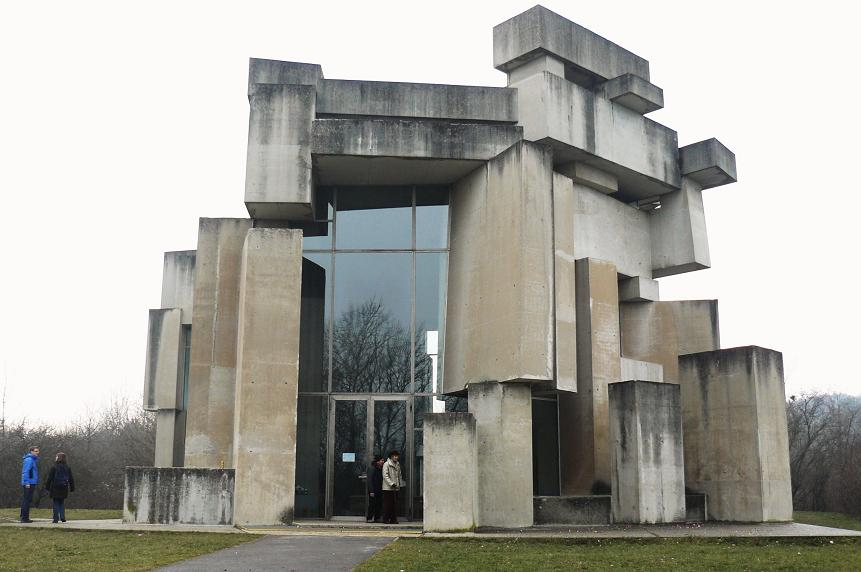
Wotrubakirche w Wiedniu powstał w 1976 roku i stanowi wczesny przejaw dekonstruktywizmu w architekturze.

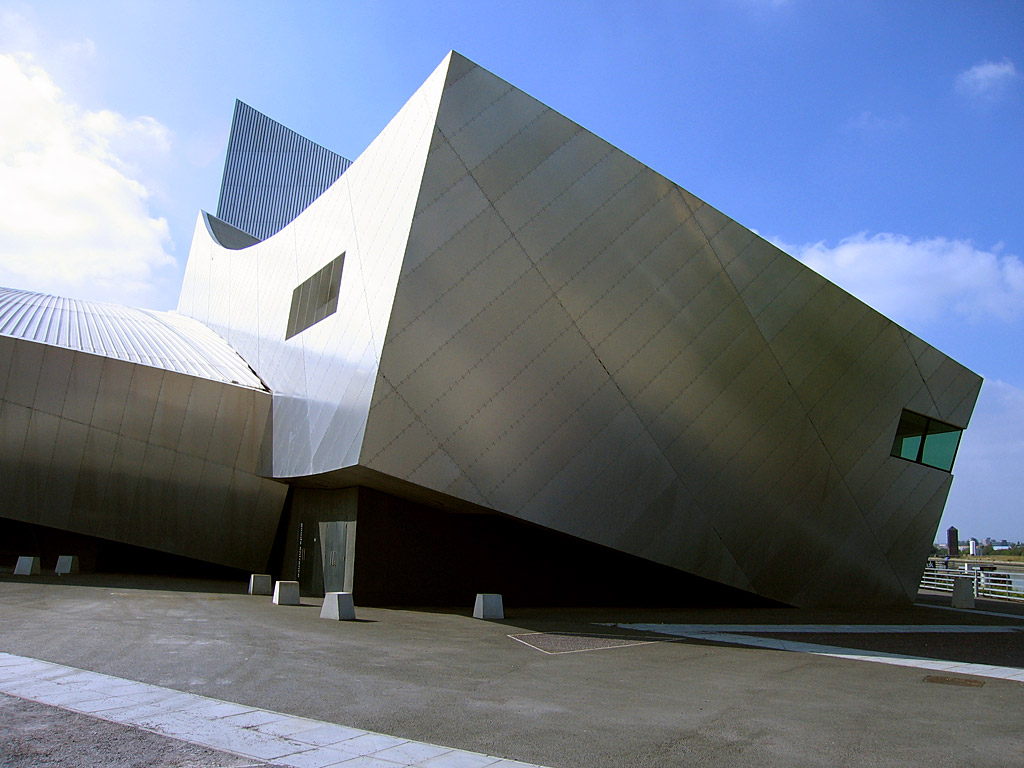
Daniel Libeskind, Imperial War Museum North w Manchesterze składa się z trzech wyraźnie odcinających się zakrzywionych brył.

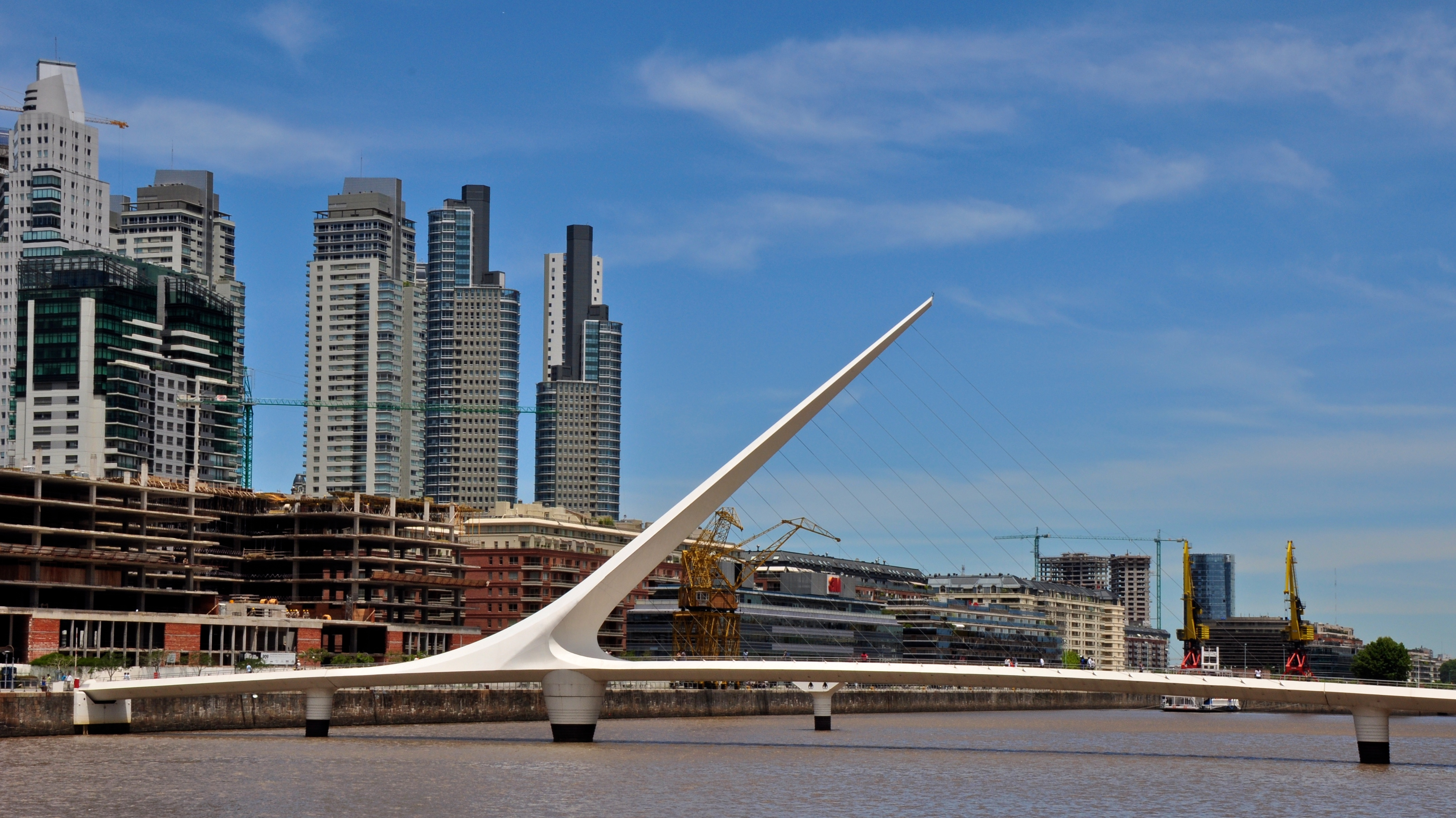
Puente de la Mujer, Buenos Aires (Argentyna).

Dekonstruktywizm w architekturze, zwany także dekonstrukcją, to rozpoczęta w późnych latach 80. XX wieku kontynuacja architektury postmodernistycznej. Charakteryzuje się ideą fragmentacji, zainteresowaniem manipulacją pomysłami dotyczącymi powierzchni lub pokrycia konstrukcji, krzywoliniowymi kształtami, które służą zaburzeniu i przemieszczeniu takich elementów architektury jak konstrukcja szkieletowa oraz bryła. Końcowy efekt wizualny obrazowany przez budynki w wielu dekonstruktywistycznych „stylach” charakteryzuje się stymulującą nieprzewidywalnością i kontrolowanym chaosem.
Ważne wydarzenia w historii dekonstruktywizmu to: konkurs architektoniczny na Parc de la Villette (szczególnie wkład Jacques’a Derridy i Petera Eisenmana oraz zwycięski projekt Bernarda Tschumiego), wystawa Architektura Dekonstruktywistyczna w 1988 roku w nowojorskim Museum of Modern Art zorganizowana przez Philipa Johnsona i Marka Wigleya, oraz otwarcie w 1989 roku Wexner Center for the Arts w Columbus, zaprojektowanego przez Petera Eisenmana. Nowojorska wystawa prezentowała dzieła takich architektów czy pracowni jak Frank Gehry, Daniel Libeskind, Rem Koolhaas, Peter Eisenman, Zaha Hadid, Coop Himmelb(l)au, oraz Bernard Tschumi. Od czasu wystawy wielu z architektów utożsamianych z ruchem dekonstruktywistycznym zdystansowało się od tego określenia. Niemniej jednak termin przyjął się i obecnie obejmuje ogólny trend we współczesnej architekturze.
Oryginalnie niektórzy z architektów znanych jako dekonstruktywiści byli inspirowani pomysłami francuskiego filozofa Jacques’a Derridy. Eisenmana wiązała przyjaźń z Derridą, ale jego podejście do architektury ukształtowało się na długo przed zostaniem dekonstruktywistą. Dla niego dekonstruktywizm powinien być uważany jako przedłużenie radykalnego formalizmu. Niektórzy z uprawiających dekonstruktywizm byli inspirowani formalnymi eksperymentami oraz geometryczną nierównowagą rosyjskiego konstruktywizmu. Dodatkowe odniesienia dekonstruktywizmu do ruchów XX wieku to: wzajemne oddziaływanie modernizmu i postmodernizmu, ekspresjonizm, kubizm, minimalizm oraz sztuka współczesna. Ideą przewodnią dekonstruktywizmu jest próba wyrwania architektury z ograniczających „reguł” modernizmu takich jak „forma służy funkcji” (form follows function), „czystość formy” (purity of form), oraz „wierność materiałom” (truth to materials).

## Historia, kontekst oraz wpływy

### Modernizm i postmodernizm

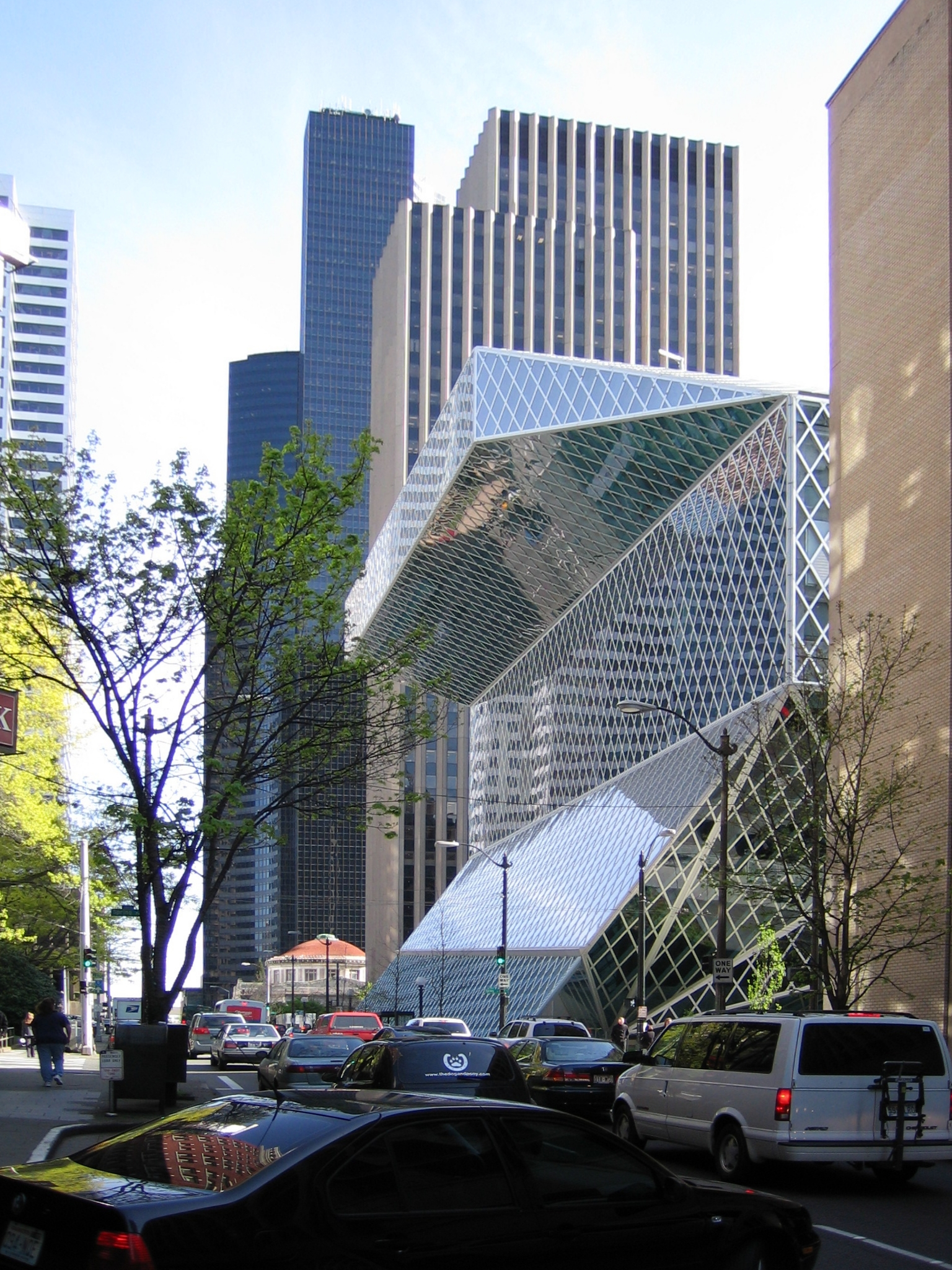
Seattle Central Library, projekt Rem Koolhaas i OMA

Dekonstruktywizm we współczesnej architekturze przeciwstawia się racjonalności modernizmu. Jego związek z postmodernizmem też jest oparty na przeciwieństwie. Mimo iż postmoderniści oraz artyści tworzący rodzący się dekonstruktywizm publikowali paralelnie prace w magazynie Oppositions (wydawanym w latach 1973-1984), teorie zawarte w tym magazynie wyznaczają początek decydującego rozłamu na dwa odmienne ruchy. Dekonstrukcja przyjęła pozycję konfrontacyjną do dużej części architektury oraz historii architektury chcąc podzielić i rozmontować architekturę. Podczas gdy postmodernizm powrócił, często chytrze lub ironicznie, do historycznych odniesień, których unikał modernizm, dekonstruktywizm odrzuca postmodernistyczną akceptacją dla takowych. Odrzuca także ideę ornamentu jako skutku ubocznego lub dekoracji. Te zasady oznaczały, że dekonstruktywizm stawia się w jednym szeregu z rozsądkiem modernistycznego antyhistorycyzmu.
Oprócz Oppositions innym tekstem, który oddzielił dekonstruktywizm od modernizmu i postmodernizmu była publikacja Roberta Venturiego pod tytułem (Złożoność i sprzeczność w architekturze) z 1966 roku. Punkt zwrotny dla zarówno postmodernizmu, jak i dekonstruktywizmu, Complexity and Contradiction in architecture argumentuje przeciw czystości, przejrzystości i prostocie modernizmu. Z tą publikacją funkcjonalizm oraz racjonalizm, dwa główne nurty modernizmu, zostały obalone jako paradygmaty i zastąpione innymi, postmodernistycznymi i dekonstruktywistycznymi. Postmoderniści wyczytali u Venturiego, że ornament i aluzje historyczne dodawały architekturze bogactwa, z którego modernizm zrezygnował. Niektórzy postmoderniści usiłowali ponownie użyć ornamentu nawet w ekonomicznych i minimalnych budynkach, próba najlepiej zilustrowana przez koncepcję „udekorowanej szopy” Venturiego. Racjonalizm projektu został odrzucony, ale funkcjonalizm budynku nadal pozostał prawie nienaruszony. To rezultat bliski tezie z następnego głównego działa Venturiego, według której znaki i ornamenty mogą być zastosowane w pragmatycznej architekturze aby zaszczepić filozoficzną złożoność semiotyki.

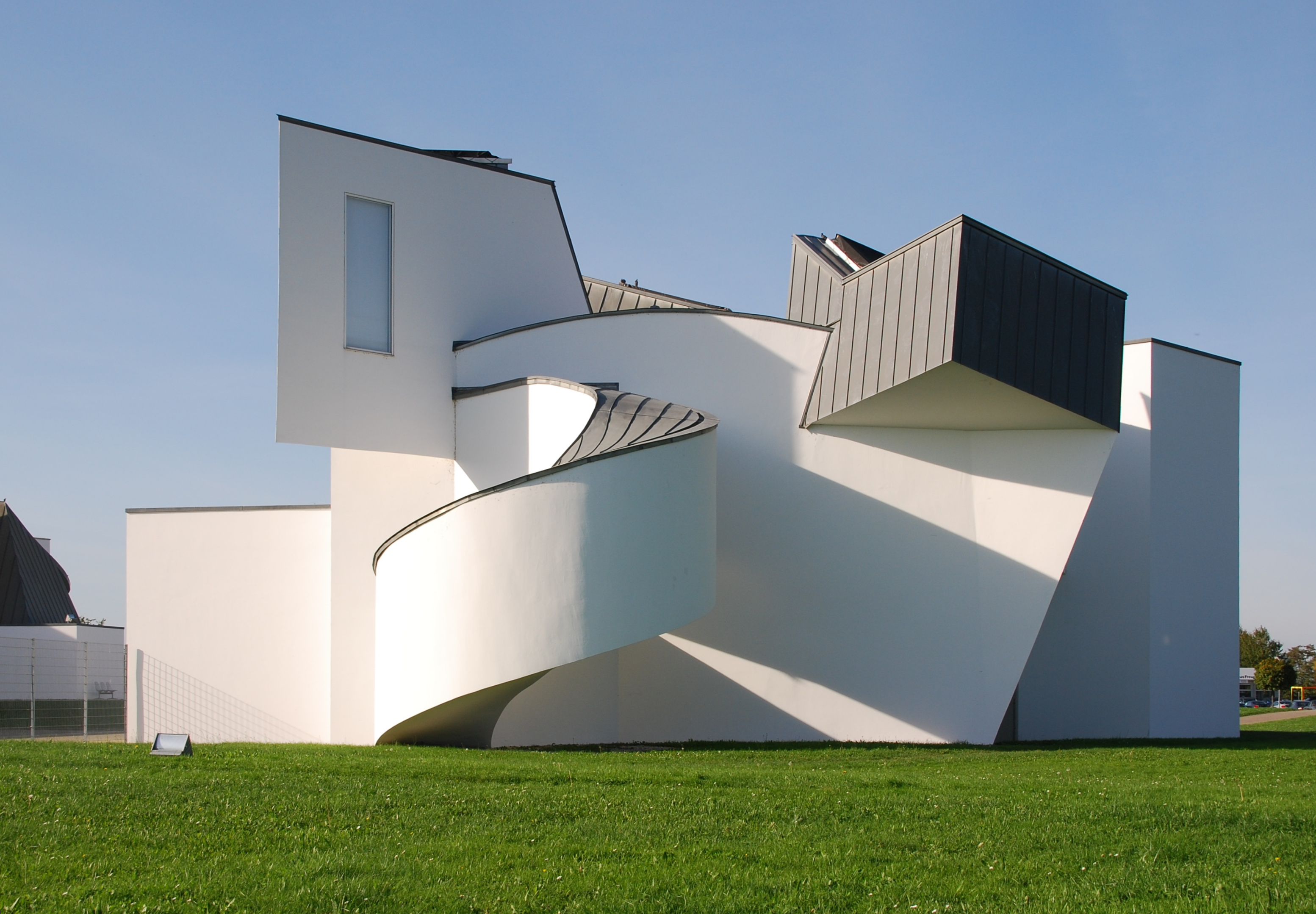
Vitra Design Museum, projekt Frank Gehry, Weil am Rhein

Dekonstruktywiści odebrali Complexity and Contradiction zgoła inaczej. Podstawowy budynek stanowił problematykę i zawiłość dla dekonstruktywizmu, bez specjalnego oddzielania ornamentu. Zamiast rozdzielać ornament i funkcję jak czynili to postmoderniści, tacy jak Venturi, podano w wątpliwość funkcjonalne aspekty budynku. Geometria była dla dekonstruktywistów tym czym ornament dla postmodernistów, tematem złożoności. Ta złożoność geometrii była z kolei zastosowana do funkcjonalnych, strukturalnych i przestrzennych aspektów budynków dekonstruktywistycznych. Jednym z przykładów dekonstruktywistycznej złożoności jest budynek Vitra Design Museum Franka Gehry’ego w Weil-am-Rhein, który bierze typowy, goły, biały sześcian modernistycznych galerii sztuki i dekonstruuje go przy użyciu geometrii przywołujących kubizm i ekspresjonizm abstrakcyjny. To wywraca funkcjonalny aspekt modernistycznej prostoty biorąc zarazem modernistyczny, a szczególnie międzynarodowy styl, którego biały stiuk przychodzi na myśl, jako początek. Innym przykładem dekonstruktywistycznego czytania Complexity and Contradiction jest dzieło Petera Eisenmana Wexner Center for the Arts. Budynek ten przybiera archetypową formę zamku, którą następnie nasyca złożonością w serii cięć i fragmentacji. Trójwymiarowa siatka biegnie dosyć dowolnie na budynku. Siatka (odzienie budynku), jako odwołanie do modernizmu, koliduje ze średniowieczną zabytkowością zamku. Niektóre z kolumn siatki umyślnie nie sięgają ziemi, unosząc się ponad schodami tworząc poczucie neurotycznego niepokoju i zaprzeczając strukturalnemu celowi kolumny. Wexner Center dekonstruuje archetyp zamku i zasiewa w jego przestrzeniach i strukturze konflikt i różnice.

### Filozofia dekonstruktywistyczna
Głównym kanałem od dekonstruktywistycznej filozofii do teorii architektury był wpływ Jacques’a Derridy na Petera Eisenmana. Eisenman zaczerpnął filozoficzne podstawy z literackiego ruchu dekonstruktywistycznego i współpracował bezpośrednio z Derridą przy projektach, w tym przy pracy na konkurs na Parc de la Villette udokumentowanej w Chora l Works. Derrida i Eisenman, a także Daniel Libeskindzainteresowani byli „metafizyką obecności”, który jest motywem przewodnim dekonstruktywistycznej filozofii w teorii architektury. Głównym założeniem jest, że architektura jest językiem zdolnym do przekazywania znaczenia i bycia analizowaną za pomocą filozofii lingwistycznej.
Dialektyka obecności i nieobecności lub bryły i pustki pojawia się w wielu projektach Eisenmana, zarówno tych wybudowanych, jak i nie wybudowanych. Obaj Derrida i Eisenman wierzą, że locus, lub miejsce obecności, to architektura, i ta sama dialektyka obecności i nieobecności znajduje się w konstrukcji i dekonstrukcji.
Według Derridy najlepiej jest czytać teksty pracując z klasycznymi narracyjnymi strukturami. Każda architektoniczna dekonstrukcja wymaga pewnej archetypowej konstrukcji, silnie zakorzenionego konwencjonalnego oczekiwania, którym można się bawić. Projekt własnego domu Franka Gehry’ego w Santa Monica (z 1978 roku), był podawany jako prototypowa wariacja na standardowy temat: zaczynając od zwykłego domu w zwykłej okolicy Gehry zmienił jego bryłę, przestrzenie, powierzchnie i inne schematyczne oczekiwania w akcie radosnej dywersji. Wynikiem jest przykład dekonstrukcji.
U Derridy, oprócz koncepcji metafizyki obecności i dekonstrukcji, także pojęcia śladu i erasure (wymazanie), wyrażone w jego filozofii pisma i archepisma znalazły drogę do dekonstruktywistycznych „pomników”. Daniel Libeskind wiele wczesnych projektów wyobrażał sobie jako formę pisma albo dyskursu na temat pisma, często jako formy kaligramu. Tworzył rzeźby architektoniczne z książek i często otulał modele tekstem, otwarcie odnosząc się do pisma. Libeskind podjął pojęcia śladu i erasure w esejach oraz w projekcie Muzeum Żydowskiego w Berlinie. Muzeum pomyślane jest jako ślad erasure (wymazania) Holocaustu, zamierzony aby temat uczynić czytelnym i przejmującym. Pomniki takie jak Vietnam Veterans Memorial autorstwa Mayi Ling Lin i Pomnik pomordowanych Żydów Europy Petera Eisenmana również odzwierciedlają koncepcje śladu i erasure.

### Konstruktywizm i rosyjski futuryzm
Innymi głównymi nurtami, z których czerpie dekonstruktywizm, to rosyjski konstruktywizm i futuryzm z początków XX wieku. Dekonstruktywizm nawiązuje zarówno do grafiki tych ruchów, jak i wizjonerskich projektów architektonicznych, z których jednak mało który został wybudowany.
Artyści tacy jak Naum Gabo, El Lissitzky, Kazimierz Malewicz, oraz Aleksander Rodczenko, wpłynęli na graficzne poczucie form geometrycznych takich dekonstruktywistycznych architektów jak Zaha Hadid i projektanci z Coop Himmelb(l)au. Zarówno dla dekonstruktywistów, jak i konstruktywistów przedmiotem zainteresowania była tektonika tworzenia abstrakcyjnych dzieł. I jedni i drudzy zainteresowani byli radykalną prostotą geometrycznych form jako podstawy dzieł artystycznych, wyrażoną w grafice, rzeźbie i architekturze. Konstruktywistyczna skłonność do puryzmu jest jednak nieobecna w dekonstrukcji; forma jest często deformowana, gdy konstrukcja jest dekonstruowana. Podobnie nieobecna, lub przynajmniej mniej istotna, jest rola dekonstrukcji w propagowaniu socjalistycznych i kolektywistycznych wartości, które głosił konstruktywizm.
Głównym motywem graficznym konstruktywizmu były prostokątne płyty i trójkątne bloki, oraz bardziej podstawowe geometrie kwadratu i koła. W serii „Prouns” Lissitsky zestawił zbiory form geometrycznych pod różnymi kątami unoszące się w wolnej przestrzeni. Przywołują one podstawowe jednostki strukturalne jak żelazne belki czy pnie drzew luźno ze sobą połączone, ułożone w stosy lub po prostu rozproszone. Często były szkicowane i dzielą cechy wspólne z rysunkiem technicznym oraz planem. Podobna pod względem kompozycji jest nowsza dekonstruktywistyczna seria „Micromegas” Daniela Libeskinda.
Surowy strukturalizm konstruktywistycznych architektów takich jak Iwan Leonidow, Konstanty Melnikow, Aleksander Vesnin oraz Władimir Tatlin miał także wpływ na dekonstruktywistów, a zwłaszcza na Rema Koolhaasa. Ich dzieła, w ostatecznej formie, sprawiają wrażenie uosabiających “proces” konstrukcji. Finalizują one przejściowe aspekty plac budów, rusztowań i dźwigów niezbędnych przy wielkoskalowych projektach. „Wygładzacz chmur” Ela Lissitzky’ego (na zdjęciu), przypominający złączone dźwigi przystosowane do zamieszkania antycypuje wieże telewizyjną China Central Television Koolhaasa. Rem Koolhaas czerpie z Ivana Leonidova projektując budynki wyglądające jak permanentne place budowy.

### Sztuka współczesna
Dwa nurty w sztuce nowoczesnej, minimalizm i kubizm, miały znaczny wpływ na dekonstruktywizm. Widoczny jest wpływ kubizmu analitycznego, zarówno forma, jak i treść są rozłożone na czynniki pierwsze i widziane są jednocześnie z różnych perspektyw. Synchroniczność podzielonej przestrzeni jest ewidentna w dziełach Franka Gehry’ego oraz Bernarda Tschumiego. Kubizm syntetyczny, z charakterystycznym wykorzystaniem obiektów ready-made, nie miał tak znaczącego wpływu jak kubizm analityczny. Niemniej jednak widać go we wcześniejszych projektach Gehry’ego. Dekonstruktywizm, tak jak minimalizm, wolny jest od kulturowych odnośników. Podobnie jak minimalizm dekonstruktywizm posiada cechy sztuki konceptualnej.

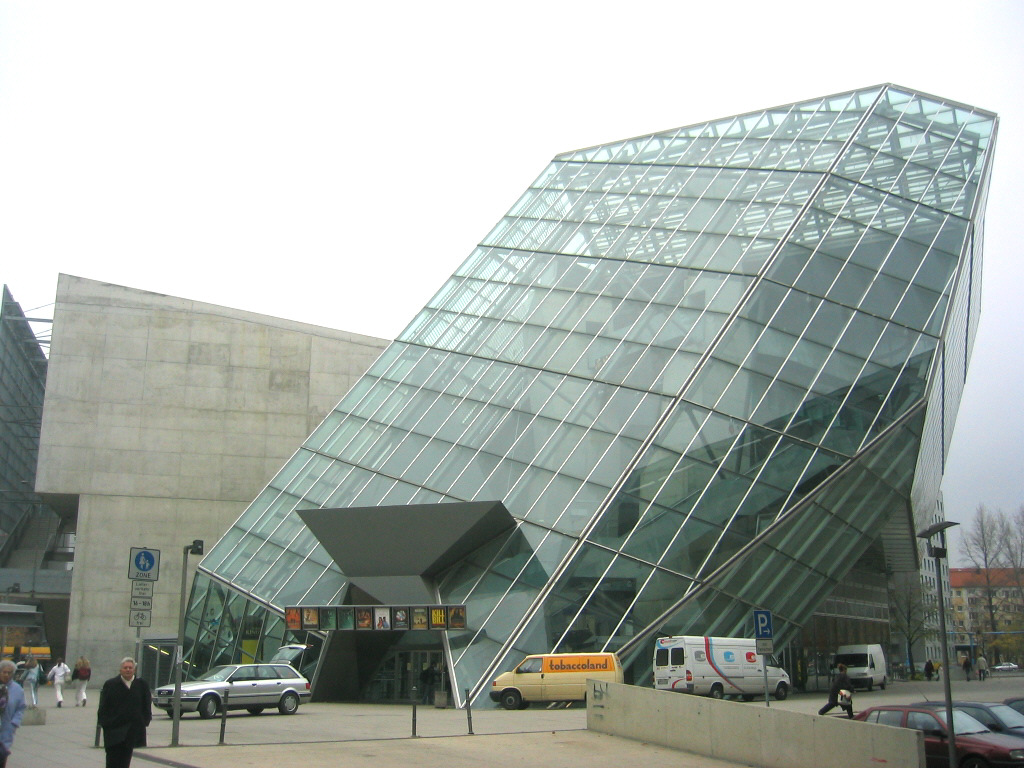
UFA-Palast w Dreźnie, projekt Coop Himmelb(l)au

Tendencja do deformacji i przemieszczania wyraża związek dekonstruktywizmu z ekspresjonizmem i architekturą ekspresjonistyczną. Czasami dekonstruktywizm odbija różne formy ekspresjonizmu, neoekspresjonizmu i ekspresjonizmu abstrakcyjnego. Kanciasta forma kina UFA autorstwa Coop Himmelb(l)au przywołuje abstrakcyjne geometrie numerowanych obrazów Franza Klina. Kino UFA nadawałoby się także jako otoczenie dla kanciastych postaci ze scen ulicznych Ernsta Ludwiga Kirchnera. Architektura dekonstruktywistyczna posiada wiele cech wspólnych z dziełami Kandinsky’ego. Jego odejście od malarstwa figuratywnego w kierunku ekspresjonizmu abstrakcyjnego, jest w tym samym duchu co odrzucenie przez dekonstrukcję ornamentu na rzecz geometrii.
Szereg artystów w latach 80- i 90. przyczyniło się do powstania lub miało udział w tworzeniu dekonstruktywizmu. Dwa przykłady to dzieła Mayi Lin i Rachel Whiteread. Jeden z nich to składający się z granitowych sztab osadzonych w gruncie projekt Vietnam Veterans Museum Lin (z 1982 roku). Połamana forma i redukcja treści do minimalistycznego tekstu, z poczuciem fragmentacji i naciskiem na czytanie pomnika, wpłynęła na dekonstrukcję. Lin pomagała przy projekcie Wexner Center autorstwa Eisenmana. Odlane architektoniczne przestrzenie Rachel Whiteread to kolejny przykład związku między sztuką konceptualną a architekturą. „Ghost” („Duch”) z 1990, cała przestrzeń mieszkalna odlana w gipsie scalającym pustkę, to aluzja do pojęcia architektonicznej obecności Derridy. Gordon Matta-Clark prezentował w galeriach sztuki zdekonstruowane części budynków pod tytułem „Building cuts”.

### Wystawa w MOMA w 1988 roku

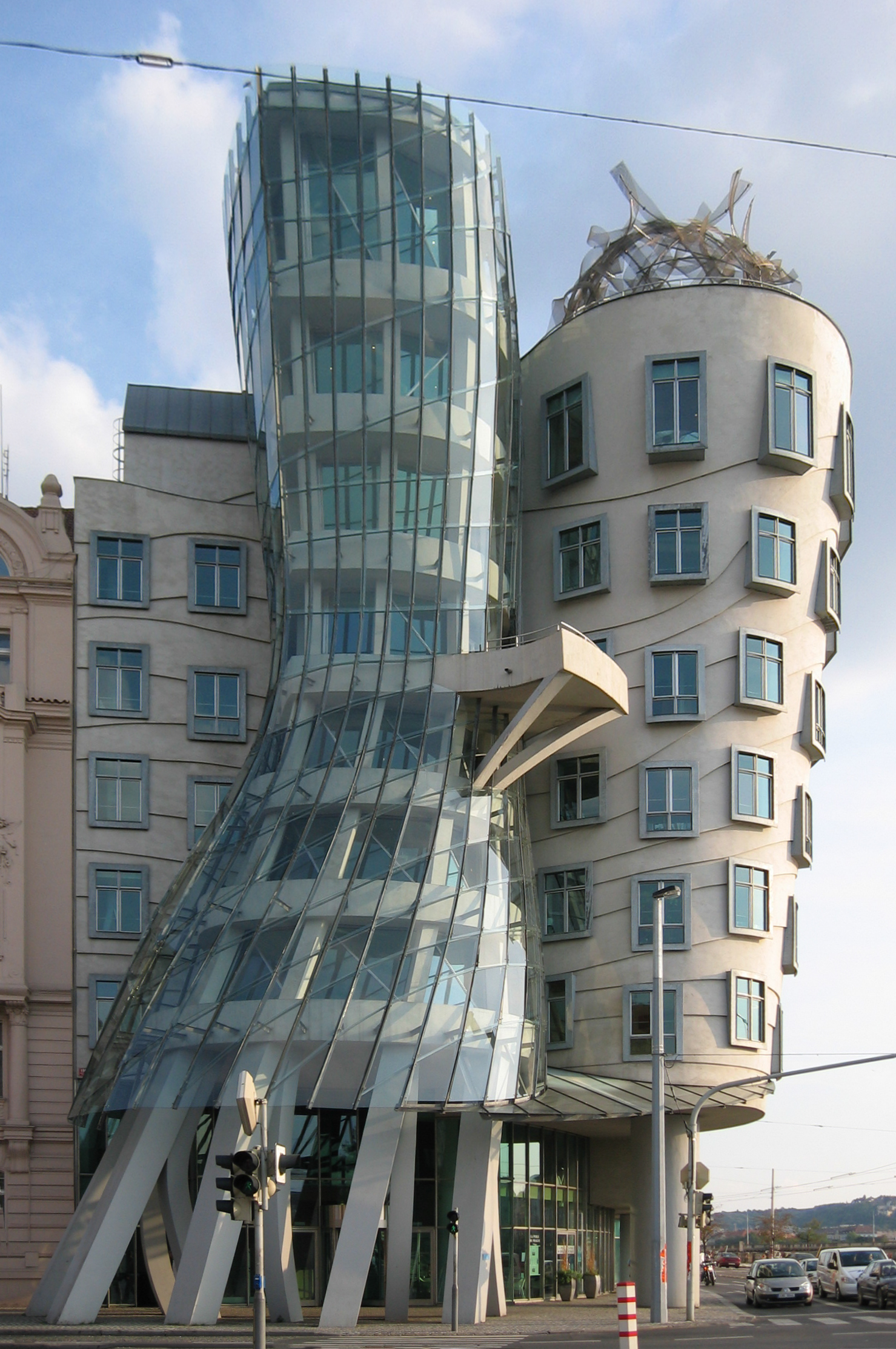
Tańczący Dom w Pradze, projekt Vlado Milunić i Frank Gehry

Mark Wigley i Philip Johnson zorganizowali w 1988 roku w Museum of Modern Art wystawę „Architektura dekonstruktywistyczna”, która wykrystalizowała ten ruch i przyniosła sławę kluczowym architektom. Architekci, którzy brali udział w wystawie to Peter Eisenman, Frank Gehry, Zaha Hadid, Coop Himmelb(l)au, Rem Koolhaas, Daniel Libeskind oraz Bernard Tschumi. Mark Wigley napisał towarzyszący wystawie esej i starał się pokazać wspólny pierwiastek w projektach, które zwykle bardziej znane były z dzielących je różnic niż z podobieństw.

Projekty na tej wystawie prezentują inną wrażliwość, taką, w której sen o czystości formy został zaburzony. To umiejętność zaburzenia naszego myślenia o formie czyni te projekty dekonstruktywistycznymi. Wystawa bada epizod, punkt, w którym krzyżują się różne wizje architektów, z których każdy tworzy niepokojący budynek wykorzystując ukryty potencjał modernizmu.
– Mark Wigley i Philips Johnson

### Komputerowe wspomaganie projektowania

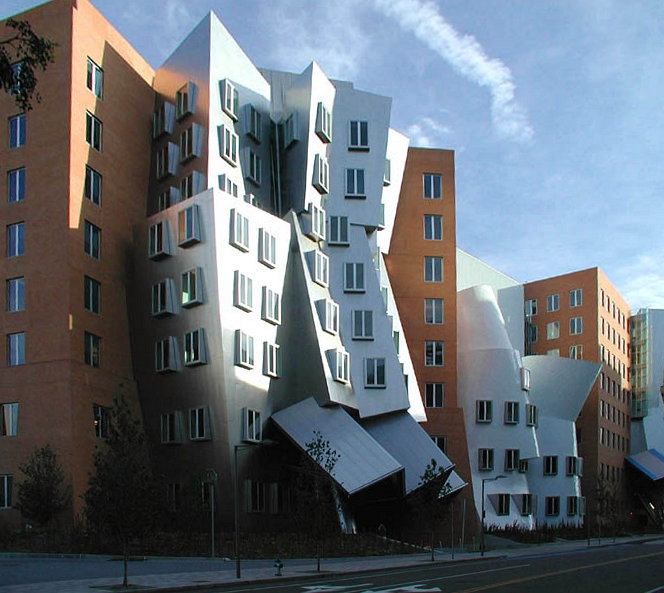
MIT Stata Center w Cambridge (Massachusetts), projekt Frank Gehry, otwarty 16 marca 2004.

Komputerowe wspomaganie projektowania to obecnie kluczowe narzędzie w większości projektów współczesnej architektury. Szczególna natura dekonstruktywizmu sprawia, że komputery nabierają jeszcze większego znaczenia. Trójwymiarowy modeling i animacja (wirtualna i fizyczna) pomagają w tworzeniu bardzo złożonych przestrzeni, podczas gdy możliwość łączenia modeli komputerowych z komputerowym wspomaganiem wytwarzania pozwala na stosunkowo niekosztowną produkcję masową subtelnie różniących się od siebie elementów. Wiele wczesnych projektów dekonstruktywistycznych wydaje się być wykoncypowanych przy pomocy komputerów, mimo iż tak nie było; na przykład oparte na szkicach projekty Zahy Hadid. Także Gehry znany jest z tworzenia modeli fizycznych i komputerowych jako część procesu projektowania. Mimo iż komputery uczyniły projektowanie skomplikowanych kształtów łatwiejszym, nie wszystko co wygląda „dziwnie” jest dekonstruktywistyczne.

## Krytyka
Od publikacji Kennetha Framptona „Modern Architecture: A Critical History” (pierwsze wydanie z 1980) zapanowała jasna świadomość roli krytyki w teorii architektury. Korzenie dekonstruktywizmu tkwią w teorii krytycznej, tak jak i korzenie drugiego głównego nurtu postmodernizmu, regionalizmu krytycznego. Dwa główne aspekty teorii krytycznej, potrzeba (urgency) i analiza, są obecne w dekonstruktywizmie. Dwie tendencje charakteryzujące dekonstrutywizm; tendencja do analizy i krytyki innych dzieł poprzedzających dekonstrukcję, oraz tendencja stawiania na pierwszym planie wartości estetycznych. Przykładem jest Wexner Center. Rdzeń teorii krytycznej to krytyka kapitalizmu i związanego z nim nadmiaru i przesady. Pod tym względem wiele dzieł dekonstruktywistycznych nie spełnia założeń teorii; są stworzone dla elit i, jako obiekty, są bardzo kosztowne.
Wexner Center stawia na piedestale kluczowe architektoniczne tematy takie jak funkcja i precedens i pokazuje potrzebę ich obecności w architektonicznym dyskursie zarówno w sensie analitycznym, jak i krytycznym. Różnica między krytyką w dekonstruktywizmie a krytyką w regionalizmie krytycznym polega na tym, że regionalizm redukuje poziom złożoności i utrzymuje jaśniejszą analizę próbując godzić architekturę modernistyczną z regionalnymi różnicami. Regionalizm krytyczny przejawia brak samokrytyki i utopizm miejsca. Dekonstruktywizm natomiast utrzymuje pewien poziom zarówno samokrytyki, jak i krytyki zewnętrznej i usiłuje zachować złożoność. Niektórzy architekci łączeni z tym ruchem, szczególnie Frank Gehry, który często prezentuje antyfilozoficzną postawę odrzuca klasyfikowanie swoich dzieł jako dekonstruktywistycznych. Inni architekci pozostają krytyczni zarówno wobec własnych dzieł, jak i dzieł poprzedzających ich oraz współczesnych im twórców.

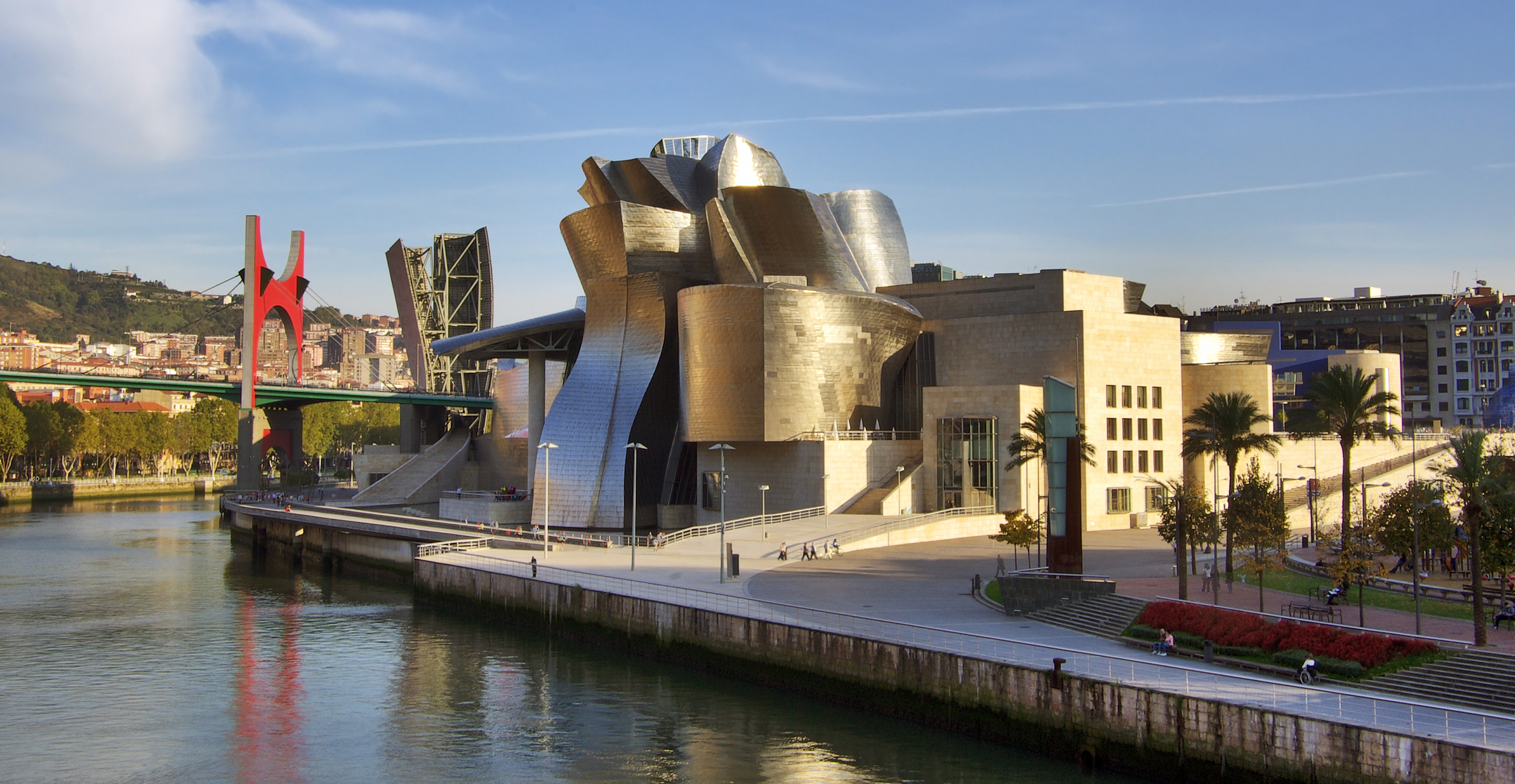
Muzeum Guggenheima w Bilbao, nad rzeką Nervión na przedmieściach Bilbao w Hiszpanii, projekt Frank Gehry.

Krytycy dekonstruktywizmu widzą go tylko jako ćwiczenie formalne bez znaczenia społecznego. Kenneth Frampton uważa dekonstruktywizm za „elitarystyczny i niezaangażowany”.
Inne głosy krytyki podobne są do tych zawartych w filozofii dekonstruktywicznej– że skoro sam akt dekonstrukcji nie jest procesem empirycznym, może z niego wynikać cokolwiek architekt sobie wymyśli i tym samym ruch cierpi na brak konsekwencji. Obecnie przyjęte jest, że filozoficzne aspekty utożsamiane z początkami dekonstruktywizmu zaginęły. Pozostała po nich tylko estetyka dekonstrukcji. Jeszcze inne głosy krytyki odrzucają założenie, że architektura jest językiem zdolnym do bycia tematem filozofii lingwistycznej, lub, że jeśli nawet tym językiem była to już obecnie nie jest. Jeszcze inni kwestionują wpływ na przyszłe pokolenia architektury, która odrzuca przeszłość i nie prezentuje żadnych wartości zastępczych i często uskutecznia strategie celowo agresywne dla ludzkich zmysłów.